# Фудбалска репрезентација Андоре
Фудбалска репрезентација Андоре је национални тим Андоре под управом Фудбалског савеза Андоре. Андора је веома „млада“ држава у међународном фудбалу. Репрезентација постоји нешто више од 20 година. (1996).

## Историја
Резултати андорског тима су веома лоши. Први тим је састављен од аматера. До сада су забележили три победе, све код куће. Две победе у пријатељским утакмицама од 2:0, против Фудбалске репрезентације Белорусије 26. априла 2000. (прву победу у историји), те против репрезентације Албаније 17. априла 2002. Једину победу у квалификацијама за Светско првенство 2006. постигла је 13. октобра 2004. против репрезентације Македоније (1-0).
У Квалификацијама за Светско првенство у фудбалу 2006. су добили више црвених и жутих картона него било који други тим.

## Резултати

### Светско првенство
| Година       | Коло                  |
| ------------ | --------------------- |
| 1930 до 1998 | Није учествовала      |
| 2002 до 2022 | Није се квалификовала |
| Укупно       | 0/22                  |

### Европско првенство
| Година       | Коло                  |
| ------------ | --------------------- |
| 1960 до 1996 | Није учествовала      |
| 2000 до 2024 | Није се квалификовала |
| Укупно       | 0/17                  |

### Лига нација
| Рекорди у УЕФА Лиги нација | Рекорди у УЕФА Лиги нација | Рекорди у УЕФА Лиги нација | Рекорди у УЕФА Лиги нација | Рекорди у УЕФА Лиги нација | Рекорди у УЕФА Лиги нација | Рекорди у УЕФА Лиги нација | Рекорди у УЕФА Лиги нација | Рекорди у УЕФА Лиги нација | Рекорди у УЕФА Лиги нација | Рекорди у УЕФА Лиги нација |
| Сезона                     | Лига                       | Група                      | ИГ                         | П                          | Н                          | И                          | ГД                         | ГП                         | П/И                        | Поз.                       |
| -------------------------- | -------------------------- | -------------------------- | -------------------------- | -------------------------- | -------------------------- | -------------------------- | -------------------------- | -------------------------- | -------------------------- | -------------------------- |
| 2018/19.                   | Д                          | 1                          | 6                          | 0                          | 4                          | 2                          | 2                          | 9                          | Same position              | 53.                        |
| 2020/21.                   | Д                          | 1                          | 6                          | 0                          | 2                          | 4                          | 1                          | 11                         | Same position              | 55.                        |
| 2022/23.                   | Д                          | 1                          | 6                          | 2                          | 2                          | 2                          | 6                          | 7                          | Same position              | 53.                        |
| Укупно                     | Укупно                     | Укупно                     | 18                         | 2                          | 8                          | 8                          | 9                          | 27                         |                            |                            |

## Статистика играча
Aжурирано: 19. новембар 2018.

### Највише наступа
| #  | Име           | Године    | Број |
| -- | ------------- | --------- | ---- |
| 1. | Илдефонс Лима | 1997—     | 119  |
| 2. | Оскар Сонеје  | 1997—2015 | 106  |
| 3. | Хосеп Ајала   | 2002—2017 | 84   |
| 3. | Марсио Вијера | 2005—     | 84   |
| 5. | Марк Пујол    | 2000—     | 82   |

### Највише постигнутих голова
| #  | Име                | Године    | Утакмица | Голова |
| -- | ------------------ | --------- | -------- | ------ |
| 1. | Илдефонс Лима      | 1997—     | 119      | 11     |
| 2. | Оскар Сонеје       | 1997—2015 | 106      | 4      |
| 3. | Кристијан Мартинез | 2009—     | 52       | 3      |
| 3. | Емилијано Гонзалез | 1998—2003 | 37       | 3      |
| 3. | Хесус Лусендо      | 1996—2003 | 29       | 3      |

- Болдирани играчи су још увек активни